# 卡罗利娜·纳亚
卡罗利娜·纳亚（波蘭語：Karolina Naja，1990年2月5日—），波兰女子皮划艇运动员。她曾代表波兰参加2012年、2016年和2020年夏季奥林匹克运动会皮划艇比赛，获得一枚银牌和三枚铜牌。